# Mixarcturus digitatus
Mixarcturus digitatus là một loài chân đều trong họ Antarcturidae. Loài này được Nordenstam miêu tả khoa học năm 1933.